# Angélique Bouin
Angélique Bouin est une journaliste française de radio, ex directrice adjointe de la rédaction de France Inter au sein de laquelle elle travaille depuis 1993.  ex-correspondante de Radio France à Bruxelles. Actuellement journaliste à la Cellule Vrai ou Faux de franceinfo.

## Biographie
Diplômée de l'École supérieure de journalisme de Lille, Angélique Bouin travaille d'abord à RTL et France Info avant d'intégrer la rédaction de France Inter en 1993. Elle remporte la même année la Bourse René Payot.
Pendant huit ans, elle y sera reporteur. À compter de 1998, elle reprend en parallèle la rubrique Religion de la rédaction et présente chaque dimanche à 8 h 20 la chronique Théo, succédant ainsi au Carrefour des religions de François Foucart,.
En 2001, elle rejoint Simon Tivolle à la rédaction en chef, la production et la présentation du magazine dominical de la rédaction, Interception, pour lequel elle avait déjà produit des reportages. Elle occupera ce poste jusqu'en août 2008, aux côtés de Valérie Cantié à compter de 2006. L'émission a été élue « meilleure émission de radio » par le Club audiovisuel de Paris et récompensée par les Lauriers d'or du Sénat en 2003 et reçue de nombreux prix nationaux et internationaux.
À compter de septembre 2008, elle devient présentatrice et prend en charge les flashs de la journée durant trois ans. De septembre 2011 à juin 2014, elle succède à Éric Delvaux à l'édition de 18 h,, qui comprend jusqu'à 18 h 20 un invité, une page culturelle, puis en 2013-2014 une chronique internationale de Frédéric Encel.
En septembre 2014, elle rejoint Jean-Marc Four à la direction de la rédaction comme chef des informations, succédant ainsi à Jacques Monin,. En 2019, elle devient envoyée spéciale permanente à Bruxelles. En 2024 elle rejoint la rédaction de franceinfo au sein de la Cellule Vrai ou Faux.